# Castiglione di Garfagnana
Castiglione di Garfagnana es una localidad italiana de la provincia de Lucca, región de Toscana, con 1.898 habitantes.
Perteneció a la República de Lucca y al Ducado de Lucca. Hasta que en 1847 mediante el tratado de Florencia de 1844, fue transferido al Ducado de Módena. 

Ubicación de la ciudad de Castiglione di Garfagnana dentro de la provincia de Lucca.

## Evolución demográfica
| Gráfica de evolución demográfica de Castiglione di Garfagnana entre 1861 y 2001 |
|                                                                                 |
| Fuente ISTAT - Elaboración gráfica por parte de Wikipedia                       |